# Sandsjötjärnen, Lappland
Sandsjötjärnen är en sjö i Vilhelmina kommun i Lappland och ingår i Ångermanälvens huvudavrinningsområde. Sjön har en area på 0,105 kvadratkilometer och ligger 507,3 meter över havet..

## Delavrinningsområde
Sandsjötjärnen ingår i det delavrinningsområde (719566-151682) som SMHI kallar för Mynnar i Malgomaj. Medelhöjden är 490 meter över havet och ytan är 30,08 kvadratkilometer. Det finns ett avrinningsområde uppströms, och räknas det in blir den ackumulerade arean 66,38 kvadratkilometer. Hornsjöbäcken som avvattnar avrinningsområdet har biflödesordning 2, vilket innebär att vattnet flödar genom totalt 2 vattendrag innan det når havet efter 301 kilometer. Avrinningsområdet består mestadels av skog (88 procent). Avrinningsområdet har 0,48 kvadratkilometer vattenytor vilket ger det en sjöprocent på 1,6 procent.